# 芦屋線
芦屋線（あしやせん）は、かつて福岡県遠賀郡遠賀村（現・遠賀町）の鹿児島本線遠賀川駅より分岐し、同郡芦屋町の筑前芦屋駅までの間を結んでいた日本国有鉄道（国鉄）の鉄道路線である。1961年（昭和36年）6月1日に廃止された。
その複雑な経緯から「国鉄の営業路線であるが国鉄線ではない」と呼ばれたり、営業期間が短かったため「幻の路線」と呼ばれることもある。営業時の写真もきわめて少ない。

## 概要
芦屋町に建設された日本陸軍芦屋飛行場を第二次世界大戦後に進駐軍が接収し、米空軍芦屋基地としたが、この芦屋基地へ建築資材、燃料、ジープ、トラックなどの物資を輸送するために建設された路線（進駐軍専用側線）が芦屋線である。その建設目的から、建設費用は大蔵省の終戦処理費により拠出された。路盤は旧芦屋鉄道（1915年開業、1931年廃止）の廃線跡の多くを利用している。その後、1950年から大蔵省の所有路線となり、駅業務を国鉄へ委託することで一般旅客輸送も行われるようになった。同年に起きた朝鮮戦争では芦屋基地が輸送基地となり、物資の輸送量が増加していた。
しかし、委託路線ということもあって、正式な国鉄路線とは認知されていなかった面があり、九州地方版の「時刻表」には掲載されていたが、全国版の「時刻表」の中には芦屋線が掲載されていないものもあった。しかも、時刻表によっては「筑前芦屋」と「芦屋乗降場」の2つの時刻が掲載されているなど謎が多い。なぜ両者の時刻が記されていたのか諸説あるが、定かなことは分かっていない。
遠賀川駅では芦屋線専用ホームはなく、室木線ホームより列車が発着していた。
芦屋線について記載のあるダイヤグラムでは、遠賀川 - 筑前芦屋間5.5km、遠賀川 - 乗降場間6.2kmである。筑前芦屋は基地外にあった運転室を意味し、乗降場は基地内の駅本屋を指すといわれる。すなわち筑前芦屋駅全体は芦屋基地の内外にまたがっていた。
また乗車券も、九州内各線相互間の間でしか販売されておらず、その他の地域から乗車する場合は遠賀川駅で距離計算が打ち切られ、芦屋線内だけ別立ての運賃を払うようになっていた。
末期は遠賀川の両岸で、折尾から芦屋行きのバスが何本も運転されていたため、乗客は少なく、列車は蒸気機関車1両に旅客輸送用の客車1両と物資輸送用の貨車（燃料輸送用のタンク車など）を連結した混合列車として運転されていた。
1961年、米軍芦屋基地が返還されると同時に廃止された。廃止日は鹿児島本線の電化開業日と同じだった。

## 路線データ（廃止時）
- 営業キロ：10.4km（折尾 - 遠賀川間4.2kmを含む）
- 軌間：1067mm
- 駅数：2駅（起点駅を含む。他に乗降場1）
- 複線区間：なし（全線単線）
- 電化区間：なし（全線非電化）
- 営業係数：800
- 運転本数：下り5本、上り6本

## 沿革
- 1947年（昭和22年）3月2日 開業（米軍基地関係者のみ利用可能）
- 1950年（昭和25年）2月10日[1] 一般乗客に開放
- 1961年（昭和36年）6月1日 廃止

## 駅一覧
全線福岡県内に所在。接続路線の事業者名は芦屋線廃止時点のもの。
| 駅名       | 駅間キロ | 営業キロ | 接続路線                         | 所在地                   |
| ---------- | -------- | -------- | -------------------------------- | ------------------------ |
| 遠賀川駅   | -        | 0.0      | 日本国有鉄道：鹿児島本線、室木線 | 遠賀郡遠賀村（現遠賀町） |
| 筑前芦屋駅 | 5.5      | 5.5      |                                  | 遠賀郡芦屋町             |
| 芦屋乗降場 | (0.7)    | 6.2      |                                  | 遠賀郡芦屋町             |

## 廃線跡の現状
線路は遠賀川駅から一旦西に進み、北東方向へカーブし、もう一度カーブして北へ進んでいた。遠賀川駅付近のカーブ部分は完全に区画整理され、カーブ部分から北側は県道285号となり、芦屋町南側の浜口交差点から北は国道495号となっている。公共交通機関としては現在芦屋町タウンバスが遠賀川駅と芦屋町との間を運行している。

## その他

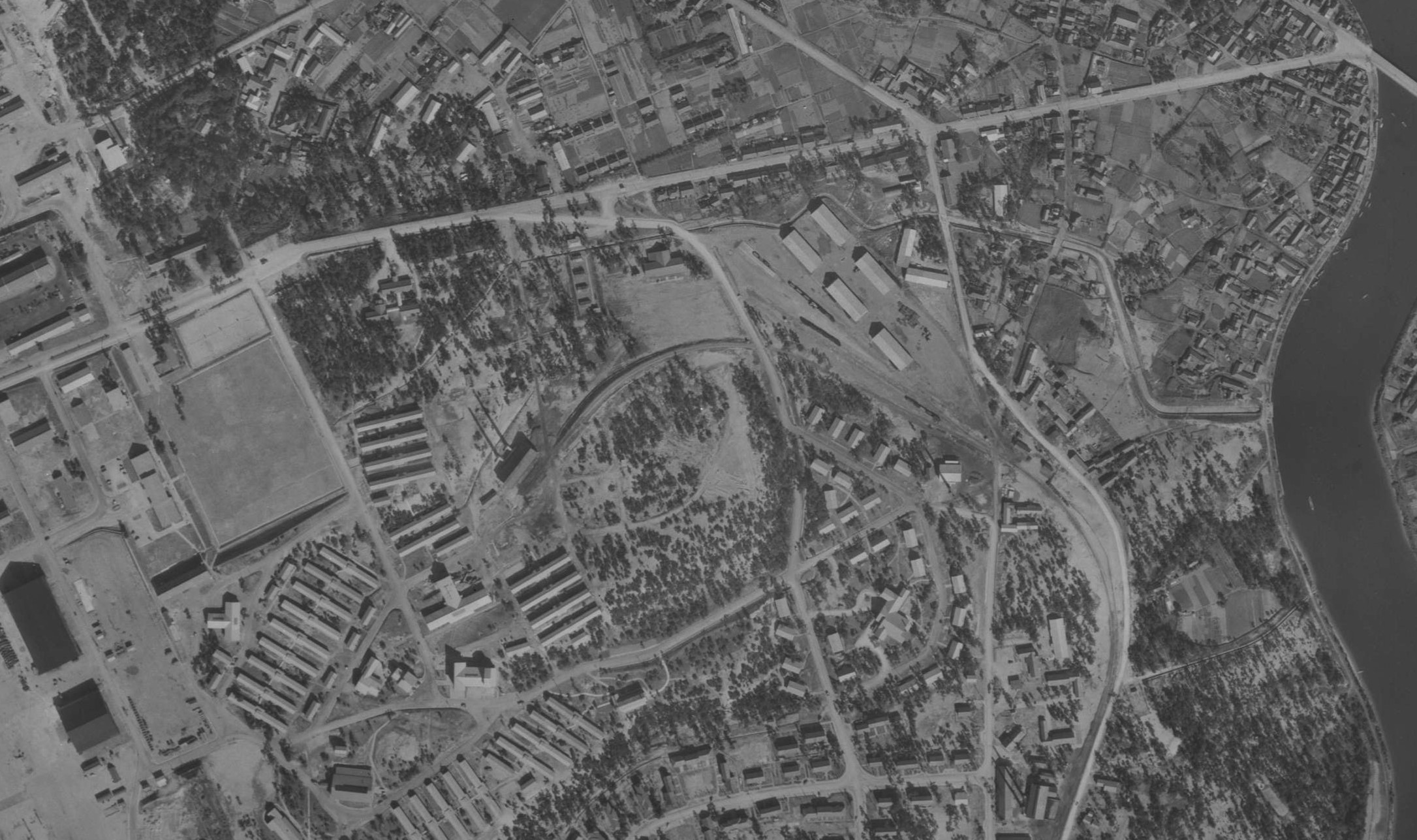
筑前芦屋駅（中央やや右）と芦屋乗降場（中央やや左）と思しき航空写真。

- 筑前芦屋駅跡（北緯33度53分16.1秒 東経130度40分7.8秒 / 北緯33.887806度 東経130.668833度）の道路向かいに相当する高浜町児童公園は、筑前芦屋駅の駅長や助役の宿舎跡であり、公園内には芦屋町による記念碑が建てられている[6]。この碑文によれば、開通日は1948年3月10日、遠賀川 - 筑前芦屋間は6.2kmとなっている。また、実在しない「C28型蒸気機関車が使用されていた」とあるが、複数の8620形が芦屋線で運用されていたことが確認されている。また、記念碑のそばにD60形の61号機が静態保存されているが[6]、これも芦屋線で使用されたものではなく、筑豊本線で使用された機関車である（保存の経緯は不明）。また、公園に隣接するアパート群は、駅構内の貨車操車場の跡地を利用している[6]。
- 芦屋乗降場は筑前芦屋駅構内唯一の旅客乗降用ホームである。